# Escadrille Lafayette
Escadrille 124 „La Fayette” (ang. The La Fayette Escadrille, Dywizjon Lafayette'a) – dywizjon francuskich sił powietrznych podczas I wojny światowej, składający się głównie z amerykańskich ochotników, którzy dołączyli do armii francuskiej jeszcze przed przystąpieniem USA do wojny.
Dywizjonowi poświęcony jest film Flyboys – bohaterska eskadra.

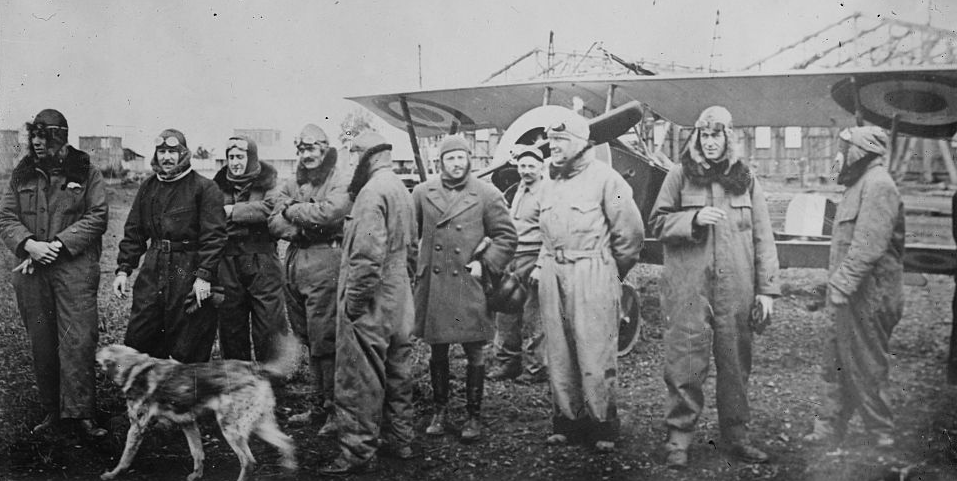
Piloci Escadrille La Fayette przy samolocie Nieuport 16, marzec 1916 r.

## Członkowie
- Paul Baer – pierwszy as United States Army Air Corps,
- Clyde Balsley,
- Courtney Campbell,
- Victor Chapman (1890-1916) – pierwszy Amerykanin zabity podczas I wojny światowej,
- Edward Corsi
- Elliot C. Cowdin,
- Edmond Genet – pierwszy lotnik zabity po wypowiedzeniu Niemcom wojny przez USA,
- Bert Hall (1885-1948) – reżyser, aktor, pisarz i oficer (w stopniu porucznika); napisał dwie książki o tytule „Flyboy” podczas pobytu w Eskadrze Lafayette,
- James Norman Hall (1887-1951), autor Mutiny on the Bounty,
- Willis Haviland,
- Tommy Hitchcock Jr. (1900-1944),
- Walter Lovell,
- Raoul Lufbery (1885-1918) – as lotnictwa, zginął w walce,
- Didier Masson (1886-1950),
- James R. McConnell,
- Charles Nungesser (1892-1927),
- Edwin C. „Ted” Parsons,
- Norman Prince (1887-1916) – sponsor i as lotnictwa,
- Frederick H. Prince Jr. (1885-1963)
- Kiffin Rockwell,
- William Thaw,
- Charles W. Kerwood,
- Hobey Baker.